# Тимофеева, Зинаида Семёновна
Зинаида Семёновна Тимофеева (1922, Тверь— июль 1942) — советская партизанка, минёр.

## Биография
Родилась в Твери в 1922 году. В 1937 году окончила среднюю школу № 8, в том же году стала членом ВЛКСМ. После школы (с 1939 года) работала табельщицей на Калининском вагоностроительном заводе.
Вскоре после начала Великой Отечественной войны, в сентябре 1941 года она добровольно вступила в ряды Красной Армии, служила стрелком при охране госпиталя города Старица. С апреля 1942 года Зинаида Тимофеева была бойцом партизанского отряда «За родную землю», который входил в состав 2-й Калининской партизанской бригады, была в составе диверсионной группы этого отряда.
В начале июля 1942 года, выполняя задание, эта диверсионная группа подорвала фашистский эшелон на отрезке железнодорожного пути между станциями Новосокольники и Невель. На обратном пути, у деревни Конюшни (на территории нынешнего Великолужского района Псковской области), группа попала в окружение. В ходе боя немцы захватили в плен раненых Зинаиду Тимофееву и Екатерину Фарафонову, а затем зверски замучили. Похоронены партизанки там же, у деревни Конюшни.
Указом от 7 сентября 1942 года Зинаида Тимофеева была посмертно награждена орденом Ленина. В 1965 году её именем была названа улица (бывшая 2-я Поселковая) в городе Калинин (ныне Тверь).